# Shigeo Kurata
|  | Dieser Artikel wurde aufgrund von formalen oder inhaltlichen Mängeln in der Qualitätssicherung Biologie zur Verbesserung eingetragen. Dies geschieht, um die Qualität der Biologie-Artikel auf ein akzeptables Niveau zu bringen. Bitte hilf mit, diesen Artikel zu verbessern! Artikel, die nicht signifikant verbessert werden, können gegebenenfalls gelöscht werden. Lies dazu auch die näheren Informationen in den Mindestanforderungen an Biologie-Artikel. |

Shigeo Kurata (jap. 倉田重夫 Kurata Shigeo; * 1939) ist ein japanischer Botaniker und Taxonom. Seine Studien gelten besonders der Gattung der Kannenpflanzen (Nepenthes); vier anerkannte Arten der Gattung, darunter Nepenthes campanulata, wurden von ihm erstbeschrieben. Sein botanisches Autorenkürzel lautet „Sh.Kurata“.

## Schriften
- mit Masami Toyoshima: Philippine Species of Nepenthes (= Gardens’ Bulletin. Band 26, Nr. 1, ISSN 0374-7859). Government Printing-Office, Singapore 1972.
- Nepenthes of Borneo, Singapore and Sumatra (= Gardens’ Bulletin. Band 26, Nr. 2). Government Printing-Office, Singapore 1973.
- Nepenthes of Mount Kinabalu (= Sabah National Parks Publication. 2, ZDB-ID 842893-1). Sabah National Parks Trustees, Kota Kinabalu 1976.